# 诺伊塔尔
诺伊塔尔是奥地利布尔根兰州上普伦多夫县的一个市镇。总面积11.56平方公里，总人口1027人，人口密度88.8人/平方公里（2001年）。